# Village of Oak Creek
Village of Oak Creek – jednostka osadnicza w Stanach Zjednoczonych, w stanie Arizona, w hrabstwie Yavapai.